# Hervé-Charles-Antoine Faye
Pour les articles homonymes, voir Faye.
Hervé Charles Antoine Faye, né à La Haye-du-Puits (Manche) en 1763, et mort à Saint-Benoît-du-Sault (Indre) en 1825, est un ingénieur des ponts et chaussées français.

## Biographie
Hervé Charles Antoine Faye est le fils d'Étienne Antoine Faye (1725-1795), bourgeois de Cherbourg, homme de loi, procureur du roi, avocat au Parlement, régisseur de l'Abbaye-aux-Hommes à Caen et de Françoise Ravanne Marguerite Folliot (1734-1789), et a 5 frères et sœurs. 
Après de solides études à l'École royale des ponts et chaussées (où il obtient en 1786 le… « 1er prix d'écriture moulée et le 2e prix d'ornement »), il est nommé ingénieur ordinaire à Caen.
En 1798, il y est recruté par son ami et collègue, Pierre Simon Girard, pour une expédition scientifique qui les conduit en Égypte sous la direction du général Bonaparte. D’Alexandrie à Rosette plus au nord, il réalise des travaux du génie sur les canaux, repérage et inspection des citernes, études de machines à eau ou encore exploration des édifices antiques comme les vestiges de bains à Alexandrie ou des tombeaux aux environs de Rosette. La reconnaissance du lac Madiéh (aujourd'hui disparu) lui permet de participer à la confection de la carte topographique de la vallée du Nil. Avec Louis Victor Bodard et Gaspard de Chabrol, il participe au raccordement du canal d'Alexandrie avec le Nil. Les trois hommes consacrent à ce canal une grande partie de l'année 1799. Leur étude est présentée à l'Institut d'Égypte le 22 décembre. Il fait partie ensuite de la commission chargée de l'hygiène d'Alexandrie et de sa canalisation intérieure.
Revenu en France, il est muté à Châteauroux en 1806, puis au Blanc (où il est chargé de reconstruire le seul pont de la ville, emporté trois siècles plus tôt par une crue). Il se marie le 8 septembre 1813 avec Jeanne Euphrasie Dubrac; trois enfants leur naissent: le futur astronome Hervé Faye (1814-1902); Frédéric Jean Isidore (1816-1817); Marie Marguerite Antoinette Félicité (née en 1821, elle se marie le 31 mars 1851 avec Jean Victor Duqueyroix),.
Il participe à la publication de la monumentale Description de l’Égypte pour laquelle il fournit vingt-sept gravures. Il s’implique également, sous l’influence de ses amis les « Égyptiens », surnom de ses compagnons d’expédition, à l’implantation dans le Berry d’une œuvre d’intérêt public : l’école mutuelle, destinée aux pauvres et qui se voulait laïque et gratuite avant celle de Jules Ferry.
Il aurait partagé avec Joseph Angélique Sébastien Regnault les fonctions de sous-directeur de la Monnaie.

## Sources
- Les papiers personnels d'Hervé Charles Antoine Faye et de son fils Hervé Faye sont conservés aux Archives nationales sous la cote 407AP.